# Еркомаишвили, Арчил Леонидович
Арчил Леони́дович Еркомаишвили (род. 1945) — советский футболист, полузащитник, тренер.

## Биография
Начинал играть в 1964 году в команде класса «Б» «Динамо» (Сухуми).
С 1966 года выступал в «Торпедо» (Кутаиси). В чемпионате СССР провёл 115 матче, забил 8 голов. В 1971 году в первой лиге в 31 матче забил два гола.
В начале 1972 года перешёл в «Динамо» (Сухуми), в том же году завершил карьеру.
В 1977—1982 годах работал тренером в сухумском «Динамо».